# Équation caractéristique
Cet article court présente un sujet plus développé dans : polynôme caractéristique.
En mathématiques, l'équation caractéristique d'une matrice carrée A (ou d'un endomorphisme de matrice A) est l'équation polynomiale obtenue en annulant le polynôme caractéristique, soit det(A-λI) = 0.
On parle également d'équation caractéristique pour des problèmes qui se résolvent par les méthodes de l'algèbre linéaire, en particulier :
- pour un système d'équations différentielles linéaires à coefficients constants, ou une telle équation d'ordre supérieur, l'équation caractéristique est celle de la matrice du système ou de l'équation, voir équation caractéristique d'une équation différentielle linéaire à coefficients constants ;
- pour un système de suites récurrentes linéaires ou une suite récurrente linéaire d'ordre supérieur, l'équation caractéristique est celle de la matrice du système ou de l'équation.